# Tadeáš Řehák
Tadeáš Zdeněk Řehák, O.Praem. (6. června 1923 Straky – 4. srpna 1997 Praha) byl český římskokatolický duchovní a strahovský premonstrát, autor náboženské literatury a v letech 1993–1995 administrátor tepelského kláštera.

## Život
Narodil se v obci Straky na Nymbursku jako Zdeněk Řehák. Ve svých devatenácti letech vstoupil v Praze na Strahově do premonstrátského řádu. Při obláčce přijal řeholní jméno Tadeáš. Dne 29. června 1947 byl v Praze vysvěcen na kněze. Po vysvěcení působil v duchovní správě v Jihlavě u sv. Jakuba, a následně v Telči.
V roce 1957 byl zatčen a odsouzen ve vykonstruovaném procesu na 4 roky vězení. Propuštěn byl na amnestii v roce 1960. Po osm let pak pracoval v civilním zaměstnání v Nymburce. Roku 1968 mu byl umožněn návrat do duchovní správy. Začal spravovat farnost ve Mšeně u Mělníka, kde působil až do roku 1990. Roku 1971 vydal pod pseudonymem Tomáš Říha v exilovém vydavatelství České křesťanské akademie v Římě knihu Svatý Norbert, v níž seznamuje čtenáře nejen se životem tohoto světce, nýbrž i s historií premonstrátského řádu na území tehdejšího Československa. Vedle této knihy sepsal ještě další práce, z nichž některé sloužily a slouží zvláště pro vnitřní potřebu členů řádu.
V roce 1991 byl jmenován asistentem české provincie Kongregace sester premonstrátek. Po rezignaci tepelského opata Franzeho pak v letech 1993–1995 spravoval jako administrátor tepelský klášter. Od roku 1995 žil až do své smrti ve strahovském klášteře, kde zastával funkci podpřevora. Je pohřben v premonstrátském řádovém oddělení hřbitova v Praze-Nebušicích.

## Dílo
- Dějiny Strahova
- Svatý Norbert (pod pseudonymem Tomáš Říha, ČKA, Řím 1971)
- Blahoslavený Hroznata. In: Bohemia Sancta, životopisy českých světců a přátel Božích. (Praha 1989)
- Bohuslav Stanislav Jarolímek, opat strahovského kláštera (Premonstrátský klášter Strahov, Praha 1991)
- Minulost tepelského kláštera v dokumentech. Katalog výstavy archiválií, pořádané k 800. výročí založení kláštera (Premonstrátský klášter Teplá, 1994)